# Marcella Althaus-Reid
Marcella Althaus-Reid (11. května 1952, Rosario – 20. února 2009, Edinburgh) byla profesorka kontextuální teologie na University of Edinburgh. Ve své době byla jedinou ženou zastávající post profesorky teologie na univerzitě ve Skotsku.
Narodila se v Argentině, v provincii Santa Fe. Bakalářský titul získala na Protestantském institutu v Bueon Aires. Pokračovala studiem na skotské University of St Andrews, kterou ukončila s doktorským titulem. Věnovala se především teologii osvobození, feministické teologii a queer teologii.
Marcellu Althaus-Reid pravděpodobně nejvíce proslavila práce Indecent Theology (česky Neslušná teologie) z roku 2002.

## Dílo
- Marcella Althaus-Reid. Indecent Theology. New York: Routledge, 2002. Dostupné online. ISBN 978-1-134-56255-8.
- Marcella Althaus-Reid. The Queer God. New York: Routledge, 2004. Dostupné online. ISBN 1-134-35010-4.
- MARCELLA ALTHAUS-REID. From Feminist Theology to Indecent Theology: Readings on Poverty, Sexual Identity and God. Londýn: SCM Press, 2004. Dostupné online. ISBN 978-0-334-04299-0.
- The Sexual Theologian: Essays on Sex, God and Politics. Redakce Marcella Althaus-Reid. Londýn: T&T Clark, 2004. Dostupné online. ISBN 978-0-567-08212-1.
- Marcella Althaus-Reid. Latin American Liberation Theology: The Next Generation. Redakce Ivan Petrella. Maryknoll, NY: Orbis Books, 2005. Dostupné online. ISBN 978-1-57075-595-8. Kapitola From Liberation Theology to Indecent Theology: The Trouble with Normality in Theology, s. 20–38.